# All Hours
| Оценки критиков      | Оценки критиков |
| Источник             | Оценка          |
| -------------------- | --------------- |
| AllMusic             | [ 1 ]           |
| Creative Loafing     | [ 2 ]           |
| Consequence of Sound | D               |
| PopMatters           | [ 4 ]           |

All Hours — шестой студийный альбом американской инди-поп группы Ivy. Он был выпущен 20 сентября 2011 года лейблом Nettwerk Music Group. После выхода альбома In the Clear в 2005 году участники группы взяли перерыв в музыкальной деятельности, что позволило Энди Чейзу и Адаму Шлезингеру поработать над сторонними проектами, а вокалистке Доминик Дюран и Чейзу заняться семьёй. После воссоединения в 2008 году они начали работу над проектом, исследуя новое звучание, поскольку опасались, что их песни устареют и станут скучными из-за перерыва. All Hours включает 11 песен, написанных и спродюсированных Чейзом и Шлезингером; на них повлияли электропоп, инди-поп и синти-поп. В отличие от предыдущих альбомов, All Hours больше экспериментирует с электронной музыкой и содержит треки, напоминающие музыку 1980-х годов.
All Hours получил неоднозначные отзывы музыкальных критиков; хотя многие хвалили Ivy за поиск нового звучания, некоторые песни с альбома были названы скучными и слишком простыми. «Distant Lights», «Fascinated» и «Lost in the Sun» были выпущены тремя синглами с альбома. На последние две песни были сняты видеоклипы. Кроме того, для поклонников был проведён конкурс на создание ремикса на «Lost in the Sun». All Hours стал первым альбомом Ivy, попавшим в американский чарт, где он достиг 12-го места в чарте танцевальных/электронных альбомов Billboard Top Dance Albums и 25-го места в чарте альбомов Heatseekers.

## Музыка
По сравнению с предыдущими релизами Ivy, All Hours исследует новые звучания и жанры. По словам Джона Бергстрома, автора PopMatters, альбом сочетает в себе инди-поп и синти-поп, а также напоминает музыку 80-х годов. Мэтт Коллар из AllMusic согласился, заявив, что альбом обладает «стильным сочетанием диско начала 80-х и новой волны», а затем добавил, что альбом активно экспериментирует с электронной музыкой, тогда как предыдущие записи Айви лишь «заигрывали» с ней. Чейз и Шлезингер единолично написали и спродюсировали все 11 треков, вошедших в All Hours. Чейз отметил, что альбом стал для них особенным, поскольку в нём в основном присутствуют «драм-машины и синтезаторы [и] почти нет гитар»; позже он назвал его, вероятно, их «самым ритмичным [и] танцевальным альбомом» на сегодняшний день.

## Отзывы
Альбом получил неоднозначные, смешанные и положительные отзывы музыкальной критики и интернет-изданий.
Некоторые из них отметили отход альбома от прежнего материала Ivy. В рецензии Мэтта Коллара на AllMusic он заявил, что альбом «не такой тёплый и сразу же захватывающий, как многие предыдущие работы Ivy», но похвалил «отстранённую электронную атмосферу» песен «Fascinated», «Lost in the Sun» и «She Really Got to You». Шон Коннелли из Secret Sound Shop оценил «новое звучание» альбома, но посчитал его устаревшим по сравнению с современными тенденциями на «инди-электро-поп-сцене».
В неоднозначном обзоре Бергстром из PopMatters раскритиковал авторскую манеру исполнения песен на All Hours, назвав Дюрана «почти обузой» в «откровенно скучных песнях». Тем не менее, Бергстром похвалил альбом за «обманчивую лёгкость», а Айви — за «попытку чего-то немного необычного». Фрэнку Мохике из Consequence of Sound альбом не понравился, он назвал его «в конечном счёте забываемым», за исключением треков «Distant Lights» и «Make It So Hard». Эван Токарц из Creative Loafing заявил, что «альбом балансирует между впечатляющим и раздражающе простым», но пришёл к выводу, что «есть что-то особенное в его тонкости»; Токарц также похвалил «Suspicious» за то, что он «наиболее выделяется».
All Hours — первый и единственный альбом Ivy, попавший в американский чарт Billboard. Он достиг своей вершины на 25 месте в чарте альбомов Heatseekers, который учитывает самые успешные альбомы исполнителей, которые не достигли первых 100 позиций чарта альбомов Billboard 200. Он также вошёл и достиг вершины на 12 месте в чарте танцевальных/электронных альбомов Billboard Top Dance Albums.

## Список композиций
Все треки написаны и спродюсированы Энди Чейзом и Адамом Шлезингером
| №                   | Название                | Длительность |
| ------------------- | ----------------------- | ------------ |
| 1.                  | «Distant Lights»        | 5:23         |
| 2.                  | «Fascinated»            | 4:21         |
| 3.                  | «How's Never»           | 3:45         |
| 4.                  | «Suspicious»            | 3:19         |
| 5.                  | «World Without You»     | 4:32         |
| 6.                  | «Make It So Hard»       | 2:42         |
| 7.                  | «I Still Want You»      | 4:14         |
| 8.                  | «Everybody Knows»       | 4:06         |
| 9.                  | «Lost in the Sun»       | 3:27         |
| 10.                 | «She Really Got to You» | 3:52         |
| 11.                 | «The Conversation»      | 3:05         |
| Общая длительность: | Общая длительность:     | 42:46        |

## Чарты
| Чарт (2011)                             | Высшая позиция |
| --------------------------------------- | -------------- |
| США (Billboard Top Heatseekers Albums)  | 25             |
| США (Billboard Dance/Electronic Albums) | 12             |